# Тингстедетреск
Тингстедетреск (швед. Tingstädeträsk, Tingstäde träsk) — озеро в Швеции, расположенное в северной части Готланда. Является вторым по величине озером острова, уступая в размерах лишь Бестетреску.
Площадь Тингстедетреска составляет около 5 км². Глубина озера невелика — самое глубокое место не превышает 2 м. На западном берегу озера лежит городок Тингстеде.
Озеро богато растительностью. Тростник образует на нём целые островки. В водах озера водятся окунь, ёрш, щука, плотва, краснопёрка и линь.